# 北石窟寺
北石窟寺是中国甘肃东部（陇东）的一座石窟寺，坐落在庆阳市西南约25公里的寺沟。

## 歷史沿革
北石窟寺始建于北魏宣武帝永平二年（509年），经历北魏后期、西魏、北周、隋、唐、宋各代开凿增建，包括寺沟蒲河东岸的主窑群（即北石窟寺）及沿蒲河两岸南北各1.5公里的保护范围内，现共有大小石窟308个，石刻造像两千多尊，并有石碑、彩绘壁画、阴刻及墨书题记多幅，是甘肃省境内继莫高窟、麦积山石窟之后的第三大古代佛教石窟遗址。与莫高窟的泥塑佛像不同，北石窟的洞窟与佛像均为在蒲河两岸的黄砂岩上雕刻而成。由于黄砂岩的自然风化，以及人为破坏，浅露洞窟中石刻塑像毁坏严重。1963年于北石窟寺成立文管所（现为）开始保护。1988年1月13日，北石窟被中华人民共和国国务院公布为第三批全国重点文物保护单位之一。